# Hugo Dollheiser
Hugo Dollheiser (Duisburg, 18 settembre 1927 – Mülheim an der Ruhr, 7 ottobre 2017) è stato un hockeista su prato tedesco.

## Palmarès

### Olimpiadi
- 1 medaglia (con la Squadra Unificata Tedesca):
  - 1 bronzo (Melbourne 1956)